# Aranguren (Navarra)
Aranguren ist eine Gemeinde in Navarra in Spanien mit 12.787 Einwohnern (Stand: 2024). Sie liegt im nicht-baskischsprachigen und größtenteils spanischsprachigen Teil der Provinz und 3 km von der Hauptstadt Pamplona entfernt.

## Ortsteile
- Aranguren
- Góngora
- Ilundáin
- Labiano
- Laquidáin
- Mutilva Alta
- Mutilva-Baja
- Tajonar
- Zolina